# راژوو
راژوو (به بلغاری: Razhevo) روستایی در بلغارستان است که در پلوودیو واقع شده‌است. راژوو ۲۶۷ نفر جمعیت دارد و ۱۹۸ متر بالاتر از سطح دریا واقع شده‌است.